# Рис, Марсель
Марсель Рис (венг. Riesz Marcel; 16 ноября 1886, Дьёр — 4 сентября 1969, Лунд) — венгерский и шведский математик. Младший брат Фридьеша Риса.

## Биография
Родился в Дьёре (Австро-Венгрия) в еврейской семье. Его отец, Игнац Рис, был медиком. Марсель был младшим братом Фридьеша Риса. Марсель с детства любил математику и в 1904 году выиграл математическую олимпиаду имени Лоранда Этвёша.
Учился в Будапеште, Гёттингене и Париже. Во время учёбы в Будапештском университете под влиянием Фейера занялся исследованиями в теории рядов. Рис написал свою докторскую диссертацию Summierbare trigonometrische Reihen und Potenzreihen в 1907 году в университете Будапешта; она была опубликована в следующем году. В ней давалось корректное обобщение Канторовых теорем о сходимости тригонометрических рядов суммированных по методу Чезаро. Хотя работа была написана на венгерском, Рис перевёл её на немецкий и опубликовал в 1911-м году. В дальнейшем все научные публикации Риса были написаны на его любимом языке — французском — либо на немецком, лишь в поздние годы он стал публиковать статьи на английском.
В 1908 году Марсель Рис принял участие в Международном конгрессе математиков, проходившем в Риме. Там он познакомился с Магнусом Миттаг-Леффлером, эта встреча окажет значительное влияние на всю его дальнейшую жизнь. Учебный год 1910—1911 Рис провёл в Париже, откуда по приглашению Магнуса Миттаг-Леффлера Рис переехал в Швецию. С 1911 по 1926 он был доцентом Стокгольмского университета, его докторантами были Харальд Крамер и Einar Hille.
В 1926 Рис стал профессором Лундского университета. По отзыву одного из его учеников Ларса Гординга, на момент переезда в Лунд Рис уже был международной «звездой» математики, и хотя в Лунде на тот момент не было сильного общества или математической традиции, Рис смог заполнить этот вакуум и полностью изменить ситуацию. Докторантами Риса в Лунде были Olof Thorin, Otto Frostman и Ларс Хёрмандер.
В 1936 году был избран членом Шведской королевской академии наук.
В 1952 году он вышел на пенсию с поста профессора математики Лундского университета, после чего переехал в США и работал там как приглашённый профессор-исследователь в университетах Мэриленда, Чикаго, и других. Слишком интенсивный темп работы и постоянное напряжение довели Риса до нервного срыва, после которого он принял решение вернуться в Лунд в 1962 году.
Рис имел звания почётного члена Датской королевской академии наук и Шведского математического общества, а также почётного профессора университетов Копенгагена и Лунда.
В последние годы жизни Рис продолжал работать в более спокойном темпе, но здоровье учёного постоянно ухудшалось. Он умер в Лунде 4 сентября 1969 года.

## Вклад в математику
Основные труды по рядам Фурье, рядам Дирихле, расходящимся рядам, неравенствам, математической физике, алгебре Клиффорда.